# John Arthur (polityk)
John Andrew Arthur (ur. 15 sierpnia 1875 w Castlemaine, zm. 9 grudnia 1914 w Melbourne) – australijski polityk i prawnik, członek Australijskiej Partii Pracy (ALP). W latach 1913–1914 poseł do Izby Reprezentantów, od września 1914 do śmierci minister spraw zagranicznych Australii.

## Życiorys

### Kariera zawodowa
Pochodził z niezamożnej rodziny, jego ojciec pracował jako górnik w kopalniach złota. Dzięki znakomitym wynikom w nauce otrzymał stypendia, które pozwoliły mu ukończyć szkołę średnią, a następnie studia prawnicze na Uniwersytecie w Melbourne. Początkowo został na uczelni i pracował dydaktycznie. W 1903 uzyskał prawo wykonywania zawodu adwokata. Szybko stał się uznanym specjalistą od nowej dziedziny australijskiego prawa, jaką było federalne prawo pracy. W 1907 był jednym z prawników reprezentujących związki zawodowe w głośnej sprawie sądowej zakończonej decyzją znaną jako Harverster Judgment, która wprowadziła w Australii płacę minimalną.

### Kariera polityczna
W 1913 został wybrany do federalnej Izby Reprezentantów jako kandydat ALP w okręgu wyborczym Bendigo. W przedterminowych wyborach w 1914 uzyskał reelekcję. Pomimo iż zmagał się już wtedy z poważną chorobą nerek, wkrótce po tych wyborach został mianowany ministrem spraw zagranicznych w trzecim gabinecie Andrew Fishera. Większość czasu, gdy formalnie kierował tym resortem, spędził w łóżku, gdyż stan jego zdrowia systematycznie się pogarszał. Mimo to premier Andrew Fisher postanowił nie odwoływać go ze stanowiska nawet wtedy, gdy zapadł w śpiączkę. Zmarł w grudniu 1914 w wieku 39 lat, powodem zgonu była niewydolność nerek. Został pochowany z honorami państwowymi na cmentarzu Coburg w Melbourne.